# 汪场镇
汪场镇，是中华人民共和国湖北省天门市下辖的一个乡镇级行政单位。

## 行政区划
汪场镇下辖以下地区：
汪场社区、奈场村、古堤村、新沟村、大兴村、车当村、崔王村、别台村、石潭村、罗巷村、雷场村、艾垸村、沙岭村、金场村、杨店村、廖河岭村、罗阳村、启后村、艾台村、汪场村、杨桥村、三桥村、方桥村、江桥村和高桥村。